# スウィン
スウィンスイミングスクールグループ（S-win）は、2007年10月に発足したスイミングスクールグループである。英語の“Swim”と“Win”をかけて名付けられた。グループの代表は、イナホスポーツ代表取締役社長の丸笹公嗣。

## 概要
日本ではこれまで、大手商社イトマンの系列だったイトマンスイミングスクールが、全国の直営校に加えて、各地のスイミングスクールと提携し、一大勢力を築いてきた。しかし、イトマンが不祥事で経営破綻したのをきっかけに、イトマンスイミングスクールはグループの再編に着手。直営校の一部を閉鎖したり、提携を解消したり、提携を継続するスクールに対しても「看板料」を値上げするなどしてきた。
スウィンスイミングスクールグループは、かつて「北関東イトマンスイミングスクールグループ」と呼ばれた、埼玉県・栃木県・群馬県・福島県の提携校及び高島平スポーツスクール（東京都）の10社43校によって発足した。現在の構成は以下の10社43校。選手数はイトマングループ全体の約4割を占めていた。脱退の理由は2007年4月に実施された看板料の大幅な引き上げなどの提携条件の変更と推定される。同様の理由で、同月には、神奈川県のレオスイミングスクールが、提携を解消している。
| 会社名                   | 本社所在地       | スクール数 | スクール名称（略称） |
| ------------------------ | ---------------- | ---------- | --- |
| イナホスポーツ           | 埼玉県北本市     | 13校       | - スウィン北本スイミングスクール（スウィン北本） - スウィン前橋スイミングスクール（スウィン前橋） - スウィン館林スイミングスクール（スウィン館林） - スウィン鴻巣スイミングスクール（スウィン鴻巣） - スウィン高崎スイミングスクール（スウィン高崎） - スウィン越谷スイミングスクール（スウィン越谷） - スウィン吉井スイミングスクール（スウィン吉井） - スウィンふじみ野スイミングスクール（スウィンふじみ野） - スウィンあざみスイミングスクール（スウィンあざみ） - スウィンみよしスイミングスクール（スウィンみよし） - スウィン南越谷スイミングスクール（スウィン南越谷） - スウィン東松山スイミングスクール（スウィン東松山） - スウィン美園スイミングスクール（スウィン美園） |
| 埼北スイミングスクール   | 埼玉県熊谷市     | 9校        | - 埼玉スウィンスイミングスクール熊谷（スウィン熊谷） - 埼玉スウィンスイミングスクール加須（スウィン加須） - 埼玉スウィンスイミングスクール桶川（スウィン埼玉） - 埼玉スウィンスイミングスクール鷲宮（スウィン鷲宮） - 埼玉スウィンスイミングクラブ - 埼玉スウィンスイミングスクール浦和（スウィン浦和） - 埼玉スウィンスイミングスクール春日部（スウィン春日部） - 太田スウィンスイミングスクール（スウィン太田） - 高島平スポーツスクール（スウィン高島平） |
| 大宮教育センター         | 埼玉県さいたま市 | 7校        | - 大教スイミングスクール大宮東（SW大教大宮東） - 大教スイミングスクール蓮田（スウィン大教） - 大教スイミングスクール二本松（SW大教二本松） - 大教スイミングスクール郡山北（SW大教郡山北） - 大教スイミングスクールいわき（SW大教いわき） - 大教スイミングスクール小名浜（SW大教小名浜） - 郡山スウィンスイミングスクール（SW大教郡山） |
| ミヤマスイミングスクール | 埼玉県熊谷市     | 4校        | - スウィン深谷スイミングスクール（スウィン深谷） - スウィン伊勢崎スイミングスクール（スウィン伊勢崎） - スウィン安中スイミングスクール（スウィン安中） - スウィン本庄スイミングスクール（スウィン本庄） |
| 大宮スイミングスクール   | 埼玉県さいたま市 | 3校        | - 大宮スイミングスクール本校（スウィン大宮） - 大宮スイミングスクール西校（スウィン大宮西） - 大宮スイミングスクール南校（スウィン大宮南） |
| セイホクスポーツ         | 埼玉県日高市     | 2校        | - スウィン日高スイミングスクール（スウィン日高） - スウィン坂戸スイミングスクール（スウィン坂戸） |
| 鹿沼スイミングスクール   | 栃木県鹿沼市     | 2校        | - スウィン鹿沼スイミングスクール（スウィン鹿沼） - スウィン宇都宮スイミングスクール（スウィン宇都宮） |
| 上尾スイミングスクール   | 埼玉県上尾市     | 1校        | - 上尾スウィンスイミングスクール（スウィン上尾） |
| 稲田興産                 | 栃木県大田原市   | 1校        | - スウィン大田原スイミングスクール（スウィン大田原） |
| 東光教育センター         | 埼玉県川口市     | 1校        | - 東光スイミングスクール（スウィン東光） |
- 埼北スイミングスクールが静岡県沼津市に「東部スイミングスクール」を持っているが、こちらはスウィングループには含まれない。
- スクール名については「スウィン」の有無、地名の位置など、各社で多少の違いがある。
- 略称は、競技会で使用される場合に「スウィン」が半角文字になることがある（プログラムに表記できる字数が全角6字のため）。

## 主な有力選手・輩出選手
- 簗瀬かおり（武南高等学校→東海大学 / スウィン大宮）
  - モスクワオリンピック代表
  - ロサンゼルスオリンピック代表
- 司東利恵（春日部共栄高等学校→日本大学 / スウィン埼玉）
  - バルセロナオリンピック200mバタフライ代表
- 北川麻美（春日部共栄高等学校→早稲田大学 / スウィン大宮）
  - 北京オリンピック女子200m個人メドレー代表
- 星奈津美（春日部共栄高等学校→早稲田大学 / スウィン大教）
  - 北京オリンピック女子200mバタフライ代表
  - ロンドンオリンピック女子200mバタフライ銅メダル
- 古賀淳也（春日部共栄高等学校→早稲田大学 / スウィン埼玉）
  - 世界選手権（ローマ）男子100m背泳ぎ金メダル
  - 世界選手権（ローマ）男子50m背泳ぎ銀メダル
- 大林一樹（春日部共栄高等学校→早稲田大学 / スウィン埼玉）
- 正田達成（前橋育英高等学校→専修大学 / スウィン太田）
- 多田邦徳（春日部共栄高等学校→早稲田大学 / スウィン鴻巣）
- 内田美希（関東学園大学附属高等学校→東洋大学 / スウィン館林）
  - ロンドンオリンピック女子400mリレー代表
- 大塚美優（武南高等学校→日本体育大学 / スウィン大宮）
  - ロンドンオリンピック女子400m個人メドレー代表
- 浜野麻綾（武南高等学校→法政大学 / スウィン大宮）
- 酒井夏海（武南高等学校/ スウィン美園）
  - リオデジャネイロオリンピック女子400mメドレーリレー代表

## スウィンスイミンググループ対抗戦
スウィングループでは、毎年2回グループの中学生以下を対象とした競技会が北関東ISSG時代から開催されている。春に開催されるものは「学年別対抗水泳競技大会」、秋に開催されるものは「年齢別対抗水泳競技大会」と呼ばれる。
学年別は4月上旬、年齢別は10月上旬に地区ごとに予選を行い、学年別は4月29日（昭和の日）、年齢別は11月3日（文化の日）に決勝が行われる）。決勝の会場は、主に埼玉スウィン記念プール（埼玉スウィンスイミングスクール桶川）が多いが、花咲徳栄高校・栃木県立温水プール館・立教大学セントポールアクアティックセンターなどでも開催されることがある。